# Sneakers (jeu vidéo)
Pour les articles homonymes, voir Sneakers.
Sneakers est un jeu vidéo de type shoot 'em up développé par Mark Turmell et publié par Sirius Software en 1981 sur Apple II avant d’être porté sur Atari 8-bit. Le joueur contrôle un vaisseau spatial positionné en bas de l’écran. A l’aide du paddle ou du clavier, il peut le déplacer vers la droite ou la gauche et le faire tirer des missiles. Il doit affronter huit vagues successives d’ennemis, avec chacun leurs particularité. La première vague est constituée des Sneakers, qui se déplacent aléatoirement à l’écran. Après les avoir détruit, le joueur affronte les Cyclops, qui se déplacent en groupe. Ces deux types d’ennemis ne peuvent pas tirer mais ils peuvent détruire le vaisseau du joueur en cas de collision. Ils sont suivis par les Saucers, qui sont répartis en deux groupes qui se déplacent dans des directions différentes et qui peuvent larguer des projectiles. Puis viennent les Fangs, qui esquivent les tirs du joueur et se transforment en missiles pour attaquer,,. Le joueur gagne des points pour chaque ennemi détruit et lorsqu’il parvient à éliminer une vague d’ennemi sans perdre une de ses cinq vies. Après avoir vaincu les huit vagues d’ennemis, le jeu recommence avec un niveau de difficulté plus élevé.